# Zbędowice
Zbędowice (prononciation [zbɛndɔˈvit͡sɛ]) est un village de la gmina de Kazimierz Dolny du powiat de Puławy dans la voïvodie de Lublin, situé dans l'est de la Pologne.
Il se situe à environ 6 kilomètres au nord-est de Kazimierz Dolny (siège de la gmina), 9 kilomètres au sud-est de Puławy (siège du powiat) et 41 kilomètres à l'ouest de Lublin (capitale de la voïvodie).

## Histoire
Durant la Seconde Guerre mondiale, le 22 novembre 1942, les allemands pacifient le village, tuant 84 personnes pour avoir aidé la guérilla.
De 1975 à 1998, le village est attaché administrativement à l'ancienne Voïvodie de Lublin.

Depuis 1999, il fait partie de la nouvelle voïvodie de Lublin.